# Тесниф
Тесниф (азерб. Təsnif) (world music) — малый вокальный жанр азербайджанской национальной классической музыки, типа песни, который занимает важное место в репертуарах ханенде (азербайджанские народные певцы, исполнители мугамов). Авторами теснифов часто бывали сами ханенде. Особенно мастерски пел теснифы один из самых ярких представителей азербайджанского вокального искусства — Бюль-Бюль. Он так профессионально исполнял знаменитые азербайджанские теснифы «Раст», «Сегях» и «Шур», что другие талантливые ханенде даже не брались за исполнение этих теснифов, говоря: «На них лежит печать Бюль-Бюля».
Такие выдающиеся азербайджанские композиторы, как Кара Караев, Фикрет Амиров, Тофик Кулиев, Алекпер Тагиев, Закир Багиров и музыковед М. С. Исмайлов, широко использовали теснифы в своём творчестве, и записывали их нотами с исполнения прославленных азербайджанских ханенде и исполнителей: Сеида Шушинского, Джаббара Карьягдыоглы, Зульфи Адигёзалова, тариста Курбана Примова и др..

## Исполнение
Теснифы обычно исполняются до или после мугама. Таким образом, исполнители показывают своё мастерство в обоих жанрах. В отличие от мугамных репертуаров, которые более импровизированы и ритмически свободны, теснифы, также как и малый инструментальный классический жанр азербайджанской музыки - рянги, более подвержены влияниям «музыкальной моды».  В XX веке исполнители мугамов (ханенде) стали использовать в теснифах стихи азербайджанских поэтов лирического и гражданственного звучания, таких как Самед Вургун, Сулейман Рустам, Алиага Вахид, Бахтияр Вагабзаде, И. Сафарли и других.

## Знаменитые исполнители теснифов
- Бюльбюль
- Зульфи Адигёзалов
- Джаббар Каръягдыоглы
- Сейид Шушинский
- Амир Хосров Дехлеви
- Алим Гасымов.